# Anisitsiellides arraphus
Anisitsiellides arraphus är en kvalsterart som beskrevs av Cook 1983. Anisitsiellides arraphus ingår i släktet Anisitsiellides och familjen Anisitsiellidae. Inga underarter finns listade i Catalogue of Life.